# Two Ninas
Two Ninas est un film américain de Neil Turitz réalisé en 1999 et sorti en 2001.

## Fiche technique
- Réalisation : Neil Turitz
- Scénario : Neil Turitz
- Musique : Joseph Saba
- Producteurs : Denise Doyle et E. Greg Scheinman
- Producteurs associés : Cara Buono et Doug Turner
- Producteurs exécutifs : Seth Kanegis et Adam Sender
- Décors : Anthony Gasparro
- Image : Joaquín Baca-Asay
- Montage : Jay Chandrasekhar
- Genre : Comédie romantique
- Pays :  États-Unis
- Durée : 88 minutes
- Date de sortie en salles : mai 1999 (Gen Art Film Festival, États-Unis), 2000 (première à Los Angeles, États-Unis), 26 janvier 2001 (États-Unis)

## Distribution
- Amanda Peet : Nina Harris
- Cara Buono : Nina Cohen
- Ron Livingston : Marty Sachs
- Bray Poor : Dave Trout
- Neil Turitz : Guy at Bar
- Jill Hennessy : Mike the Bartender

## Autour du film
- L'actrice Cara Buono, qui interprète l'un des rôles principaux du film, est également la productrice associée. À noter qu'elle et Jill Hennessy, qui interprète un rôle dans le film, joueront l'année suivante dans Chutney Popcorn.